# Bezmiâlem Sultan
Bezmiâlem Sultan (1807 – 2. května 1853) byla druhá manželka osmanského sultána Mahmuda II. a matka sultána Abdülmecida I.

## Původ

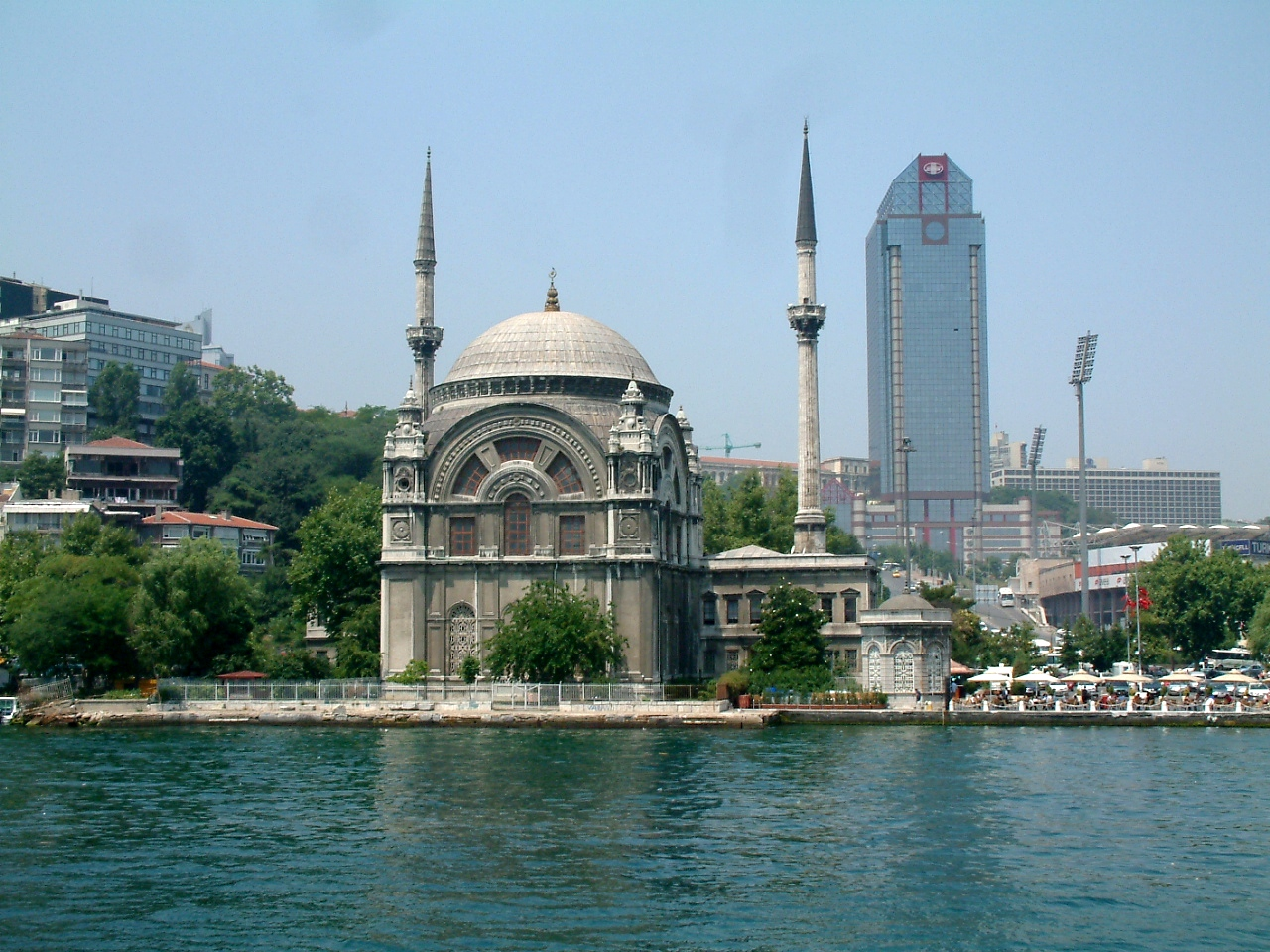
Hrobka Bezmiâlem Sultan.

Podle záznamů z harémové knihy pochází z Gruzie a její rodné jméno není známé. Byla přivedena do harému sultána Esmou Sultan, sestrou Mahmuda II.

## Život
Předtím, než byla zajata do harému, chtěla být pracovnicí v lázních právě v harému. Měla velmi krásný obličej a bílé krásné ruce. V roce 1822 byla provdána za sultána Mahmuda II. Jako matka sultána Abdülmecida I. zastávala funkci Valide Sultan (1839–1853) a jako taková byla velmi populární a uznávaná žena a mírně zasahovala do tehdejší politiky.
Jeden ze zdrojů uvádí, že Mahmud II. byl alkoholik a na předávkování alkoholem zemřel (také se spekuluje o tuberkulóze).